# Clematis cruttwellii
Clematis cruttwellii là một loài thực vật có hoa trong họ Mao lương. Loài này được H.Eichler ex W.T.Wang mô tả khoa học đầu tiên năm 2000.